# Estación de Grândola
La Estación Ferroviária de Grândola, igualmente conocida por Estación de Grândola, es una plataforma de la Línea del Sur, que sirve a la localidad de Grândola, en el Distrito de Setúbal, en Portugal.

## Caracterización

### Vías y plataformas
En enero de 2011, contaba con tres vías, que presentaban 724 y 346 metros de longitud; todas las plataformas tenían 70 centímetros de altura y 210 metros de longitud.

## Historia
Ya en el Plan de la Rêde al Sur del Tajo, documento oficial para la planificación de la construcción de las conexiones ferroviarias al Sur del Río Tajo decretado el 27 de noviembre de 1902, estaba incluida una línea entre Setúbal y Garvão, que debería pasar por Grândola; esta localidad poseía, en ese momento, una elevada importancia, por considerarse el polo de una rica y poblada región hasta el litoral.
La conexión entre las Estaciones de Grândola y Canal Caveira entró en servicio el 22 de octubre de 1916, como parte de la Línea del Sado; la línea sería continuada hasta la estación provisional de Alcácer do Sal el 14 de  julio de 1918.
En 1934, la Comisión Administrativa del Fondo Especial de Caminos aprobó la instalación de una báscula de 20 toneladas en esta plataforma.